# 泰爾諾韋 (科米什-佐里亞市鎮)
47°20′25″N 36°50′3″E / 47.34028°N 36.83417°E
泰爾諾韋（烏克蘭語：Тернове）是位於烏克蘭東南部的村莊，由扎波羅熱州波洛希區的科米什-佐里亞市鎮負責管轄。該村距離魯登卡2公里，面積15.47平方公里，海拔高度218米。